# 1993年歐洲各共同體（修訂）法令
《1993年歐洲各共同體（修訂）法令》（英語：European Communities (Amendment) Act 1993；c. 32）是一條英國國會法令，屬《1972年歐洲各共同體法令》的第二次修訂，將《歐洲聯盟條約》條文融入英國本地法律。法令在1993年7月20日御准生效。
本法令在2020年1月31日被《2018年歐洲聯盟（脫離）法令》廢除。